# CONCACAF Gold Cup 2023 (kwalificatie)
Het kwalificatietoernooi voor de CONCACAF Gold Cup 2023 werd gespeeld om te bepalen welke landen deel mogen nemen aan de Gold Cup van 2023. De wedstrijden worden gespeeld tussen 16 en 20 juni 2023 in het DRV PNK Stadium, in Fort Lauderdale, Verenigde Staten.

## Deelnemende landen
Welke landen mogen deelnemen aan dit kwalificatietoernooi hing af van het resultaat in de CONCACAF Nations League 2022/23. 
| Groep | Derde plaatsen |
| ----- | -------------- |
| A     | Suriname       |
| B     | Martinique     |
| C     | Curaçao        |
| D     | Grenada        |

| Groep | Tweede plaatsen                       |
| ----- | ------------------------------------- |
| A     | Guadeloupe                            |
| B     | Guyana                                |
| C     | Trinidad en Tobago Antigua en Barbuda |
| D     | Frans-Guyana                          |

| Groep | Eerste plaatsen      |
| ----- | -------------------- |
| A     | Sint Maarten         |
| B     | Saint Kitts en Nevis |
| C     | Saint Lucia          |
| D     | Puerto Rico          |

## Loting
De loting voor deze voorronde werd gehouden op 14 april 2023 om 12:00 (UTC−7) in het SoFi Stadium in Inglewood. De hoogste zes landen in de CONCACAF-ranking werden vooraf verdeeld over de zes wedstrijden. Het hoogst gerankte land werd daarbij in wedstrijd 1 neergezet, de tweede in wedstrijd 2, enzovoort. De overige 6 landen werden door middel van loting gekoppeld aan een sterker land.
| Team                                  | Punten | CONCACAF ranking |
| ------------------------------------- | ------ | ---------------- |
| Trinidad en Tobago Antigua en Barbuda | 1.254  | 11               |
| Martinique                            | 1.246  | 12               |
| Curaçao                               | 1.171  | 14               |
| Frans-Guyana                          | 1.086  | 15               |
| Suriname                              | 1.079  | 16               |
| Guyana                                | 994    | 18               |

| Team                 | Punten | CONCACAF ranking |
| -------------------- | ------ | ---------------- |
| Guadeloupe           | 966    | 19               |
| Saint Kitts en Nevis | 923    | 21               |
| Saint Lucia          | 795    | 24               |
| Grenada              | 791    | 25               |
| Puerto Rico          | 790    | 26               |
| Sint Maarten         | 413    | 37               |

## Wedstrijden

### Wedstrijdschema 1
|  | halve finale              | halve finale              |  |        | finale                    | finale                    |
|  |                           |                           |  |        |                           |                           |
|  | 16 juni – Fort Lauderdale |                           |  |        |                           |                           |
|  | Antigua en Barbuda        | 0                         |  |        |                           |                           |
|  | Guadeloupe                | 5                         |  |        | 20 juni – Fort Lauderdale | 20 juni – Fort Lauderdale |
|  |                           |                           |  |        | Guadeloupe                | 2                         |
|  | 17 juni – Fort Lauderdale | 17 juni – Fort Lauderdale |  | Guyana | 0                         |                           |
|  | Guyana                    | 0 (5)                     |  |        |                           |                           |
|  | Grenada                   | 0 (3)                     |  |        |                           |                           |

|                            |                    |         |                                                               |                                                                          |
| 16 juni 2023 16:30 (UTC−4) | Antigua en Barbuda | 0 − 5   | Guadeloupe                                                    | DRV PNK Stadium, Fort Lauderdale Scheidsrechter: Fernando Guerrero (MEX) |
| 16 juni 2023 16:30 (UTC−4) |                    | Verslag | Solvet 28' Tell 45+4' Davidas 66' Archimède 70' Phaëton 90+3' | DRV PNK Stadium, Fort Lauderdale Scheidsrechter: Fernando Guerrero (MEX) |

|                            |                                            |         |                                                       |                                                                       |
| 17 juni 2023 21:00 (UTC−4) | Guyana                                     | 1 − 1   | Grenada                                               | DRV PNK Stadium, Fort Lauderdale Scheidsrechter: Keylor Herrera (CRC) |
| 17 juni 2023 21:00 (UTC−4) | Glasgow 22'                                | Verslag | Mitchell 60'                                          | DRV PNK Stadium, Fort Lauderdale Scheidsrechter: Keylor Herrera (CRC) |
| 17 juni 2023 21:00 (UTC−4) | Strafschoppen                              |         |                                                       | DRV PNK Stadium, Fort Lauderdale Scheidsrechter: Keylor Herrera (CRC) |
| 17 juni 2023 21:00 (UTC−4) | Bonds Glasgow Duke-McKenna Benjamin Wilson | 5–3     | Re. Charles-Cook Hippolyte Mitchell Berkeley-Agyepong | DRV PNK Stadium, Fort Lauderdale Scheidsrechter: Keylor Herrera (CRC) |

|                            |                                 |         |        |                                                                      |
| 20 juni 2023 16:30 (UTC−4) | Guadeloupe                      | 2 − 0   | Guyana | DRV PNK Stadium, Fort Lauderdale Scheidsrechter: Oshane Nation (JAM) |
| 20 juni 2023 16:30 (UTC−4) | Gordon 18' (e.d.) Gravillon 57' | Verslag |        | DRV PNK Stadium, Fort Lauderdale Scheidsrechter: Oshane Nation (JAM) |

### Wedstrijdschema 2
|  | halve finale              | halve finale              |  |             | finale                    | finale                    |
|  |                           |                           |  |             |                           |                           |
|  | 16 juni – Fort Lauderdale |                           |  |             |                           |                           |
|  | Martinique                | 3                         |  |             |                           |                           |
|  | Saint Lucia               | 1                         |  |             | 20 juni – Fort Lauderdale | 20 juni – Fort Lauderdale |
|  |                           |                           |  |             | Martinique                | 2                         |
|  | 17 juni – Fort Lauderdale | 17 juni – Fort Lauderdale |  | Puerto Rico | 0                         |                           |
|  | Suriname                  | 0 (3)                     |  |             |                           |                           |
|  | Puerto Rico               | 0 (4)                     |  |             |                           |                           |

|                            |                                  |         |                       |                                                                   |
| 16 juni 2023 19:00 (UTC−4) | Martinique                       | 3 − 1   | Saint Lucia           | DRV PNK Stadium, Fort Lauderdale Scheidsrechter: Reon Radix (GRN) |
| 16 juni 2023 19:00 (UTC−4) | Fabien 18' Labeau 74' Burner 86' | Verslag | Hackett-Fairchild 40' | DRV PNK Stadium, Fort Lauderdale Scheidsrechter: Reon Radix (GRN) |

|                            |                                      |       |                                             |                                                                         |
| 17 juni 2023 19:00 (UTC−4) | Suriname                             | 0 − 0 | Puerto Rico                                 | DRV PNK Stadium, Fort Lauderdale Scheidsrechter: Joseph Dickerson (USA) |
| 17 juni 2023 19:00 (UTC−4) | Verslag                              |       |                                             | DRV PNK Stadium, Fort Lauderdale Scheidsrechter: Joseph Dickerson (USA) |
| 17 juni 2023 19:00 (UTC−4) | Strafschoppen                        |       |                                             | DRV PNK Stadium, Fort Lauderdale Scheidsrechter: Joseph Dickerson (USA) |
| 17 juni 2023 19:00 (UTC−4) | Chery Jozefzoon Pinas te Vrede Abena | 3–4   | R. Rivera Servania Antonetti Ydrach G. Díaz | DRV PNK Stadium, Fort Lauderdale Scheidsrechter: Joseph Dickerson (USA) |

|                            |                          |         |             |                                                                       |
| 20 juni 2023 19:00 (UTC−4) | Martinique               | 2 − 0   | Puerto Rico | DRV PNK Stadium, Fort Lauderdale Scheidsrechter: Rubiel Vázquez (USA) |
| 20 juni 2023 19:00 (UTC−4) | Labeau 52' Fortuné 90+5' | Verslag |             | DRV PNK Stadium, Fort Lauderdale Scheidsrechter: Rubiel Vázquez (USA) |

### Wedstrijdschema 3
|  | halve finale              | halve finale              |  |              | finale                    | finale                    |
|  |                           |                           |  |              |                           |                           |
|  | 16 juni – Fort Lauderdale |                           |  |              |                           |                           |
|  | Curaçao                   | 1 (2)                     |  |              |                           |                           |
|  | Saint Kitts en Nevis      | 1 (3)                     |  |              | 20 juni – Fort Lauderdale | 20 juni – Fort Lauderdale |
|  |                           |                           |  |              | Saint Kitts en Nevis      | 1 (4)                     |
|  | 17 juni – Fort Lauderdale | 17 juni – Fort Lauderdale |  | Frans-Guyana | 1 (2)                     |                           |
|  | Frans-Guyana              | 4                         |  |              |                           |                           |
|  | Sint Maarten              | 1                         |  |              |                           |                           |

|                            |                                        |         |                              |                                                                    |
| 16 juni 2023 21:00 (UTC−4) | Curaçao                                | 1 − 1   | Saint Kitts en Nevis         | DRV PNK Stadium, Fort Lauderdale Scheidsrechter: Bryan López (GUA) |
| 16 juni 2023 21:00 (UTC−4) | Locadia 22'                            | Verslag | Terrell 83'                  | DRV PNK Stadium, Fort Lauderdale Scheidsrechter: Bryan López (GUA) |
| 16 juni 2023 21:00 (UTC−4) | Strafschoppen                          |         |                              | DRV PNK Stadium, Fort Lauderdale Scheidsrechter: Bryan López (GUA) |
| 16 juni 2023 21:00 (UTC−4) | Felida J. Bacuna Janga Anita L. Bacuna | 2–3     | Sawyers Lewis Bertie Terrell | DRV PNK Stadium, Fort Lauderdale Scheidsrechter: Bryan López (GUA) |

|                            |                                                    |         |                |                                                                           |
| 17 juni 2023 16:30 (UTC−4) | Frans-Guyana                                       | 4 – 1   | Sint Maarten   | DRV PNK Stadium, Fort Lauderdale Scheidsrechter: Randy Eancarnación (DOM) |
| 17 juni 2023 16:30 (UTC−4) | Abelinti 28' (pen.), 49' Lo. Baal 44' Némouthé 75' | Verslag | Amatkarijo 40' | DRV PNK Stadium, Fort Lauderdale Scheidsrechter: Randy Eancarnación (DOM) |

|                            |                              |         |                                   |                                                                        |
| 20 juni 2023 21:00 (UTC−4) | Saint Kitts en Nevis         | 1 − 1   | Frans-Guyana                      | DRV PNK Stadium, Fort Lauderdale Scheidsrechter: Adonai Escobedo (MEX) |
| 20 juni 2023 21:00 (UTC−4) | T. Williams 41'              | Verslag | 53' (pen.) Abelinti               | DRV PNK Stadium, Fort Lauderdale Scheidsrechter: Adonai Escobedo (MEX) |
| 20 juni 2023 21:00 (UTC−4) | Strafschoppen                |         |                                   | DRV PNK Stadium, Fort Lauderdale Scheidsrechter: Adonai Escobedo (MEX) |
| 20 juni 2023 21:00 (UTC−4) | Freeman Sawyers Bertie Lewis | 4–2     | Vancaeyezeele Baal Issorat Marmot | DRV PNK Stadium, Fort Lauderdale Scheidsrechter: Adonai Escobedo (MEX) |